# 프렌치 디스패치
《프렌치 디스패치》(영어: The French Dispatch of the Liberty, Kansas Evening Sun)는 2021년 개봉한 코미디 드라마 영화이다. 《그랜드 부다페스트 호텔》과 《개들의 섬》을 연출한 웨스 앤더슨 감독의 차기작이며, 베니시오 델 토로, 에이드리언 브로디, 틸다 스윈턴, 레아 세두, 프랜시스 맥도먼드, 티모시 샬라메, 제프리 라이트, 빌 머리, 오언 윌슨 등의 다양한 출연진이 참여하였다.
기존 2020년 7월 24일에 북미 개봉 예정이었으나, 코로나19 범유행으로 인해 개봉이 무기한 연기되었다. 2021년 칸 영화제 황금종려상 경쟁후보작이다.

## 출연
- 베니시오 델 토로 - 모지스 로즌세일러
- 에이드리언 브로디 - 줄리언 카다지오
- 틸다 스윈턴 - J. K. L. 베런슨
- 레아 세두 - 시몬
- 프랜시스 맥도먼드 - 루신다 크레먼츠
- 티모시 샬라메 - 제피렐리
- 리나 쿠드리 - 쥘리에트
- 제프리 라이트 - 로벅 라이트
- 빌 머리 - 아서 하위처 주니어
- 오언 윌슨 - 허브세인트 새저랙
- 모하메드 벨하진 - 미치미치
- 로이스 스미스 - 업셔 클램핏
- 크리스토프 발츠 - 보리스 쇼머스
- 제이슨 슈워츠먼 - 허미스 존스
- 마티외 아말리크
- 스티븐 파크
- 엘리자베스 모스
- 피셔 스티븐스
- 그리핀 던
- 헨리 윙클러
- 밥 밸러밴
- 리에브 슈라이버
- 에드워드 노턴
- 윌럼 더포
- 세어셔 로넌
- 세실 드 프랑스
- 기욤 갈리엔
- 토니 레볼로리
- 루퍼트 프렌드
- 이폴리트 지라르도
- 안젤리카 휴스턴
- 드니 메노셰
- 뱅자맹 라베르네
- 뱅상 마케뉴
- 펠릭스 모아티
- 케이트 윈슬렛
- 알렉스 로더